# Čedomir Bulat
Čedomir Bulat (? – Beograd, ožujak 2008.) bio je jugoslavenski i srpski časnik tijekom Domovinskog rata.

## Karijera
Bulat je osnovao 21. kordunski korpus Srpske vojske Krajine 1992. godine i bio zapovjednik korpusa. Postao je poznat po tome što je vojnički istupio pred hrvatskog generala Petra Stipetića i priznao poraz Srpske vojske Krajine u operaciji Oluja potpisavši kapitulaciju na haubi nekog automobila.

## Vanjske poveznice
- Tri ratna druga (Politika, 9. rujna 2011.)